# 紀繡
紀繡（？年—？年），字思絅，山東济南府濱州利津县人，軍籍。明朝進士、官员。

## 生平
正德十四年（1519年）己卯科山東鄉試舉人，嘉靖五年（1526年）丙戌科第二甲第六十名進士，授礼部主客司主事，历刑部员外郎，升广东司郎中，十四年十二月奉命恤囚北直隶，擢鳳翔府知府。升陕西兵备副使，嘉靖二十一年告病归乡。居家吟咏适志，自號卧叟。二十八年诏补贵州按察司副使、整饬威清等处兵备，以征叛苗，亲冒暑瘴，督兵渡盤江偶，卒于行署。